# 元城駅
元城駅（もとしろえき）は、静岡県浜松市（現・中央区）元城町にあった遠州鉄道奥山線の駅（廃駅）である。奥山線の廃線に伴い1964年（昭和39年）11月1日に廃駅となった。

## 歴史

### 年表
- 1914年（大正3年）11月30日：浜松軽便鉄道当駅 - 金指駅間開通に伴い開業[1][2][3]。
- 1915年（大正4年）
  - 4月24日：鉄道会社名を浜松鉄道に改称。それに伴い同鉄道の駅となる[1][3]。
  - 9月20日：板屋町駅（後の遠鉄浜松駅） - 当駅間延伸開通に伴い中間駅となる[1][2][3]。
- 1945年（昭和20年）春：浜松空襲により駅舎焼失[4][5]、工場などの施設、車輌罹災[4]。
- 1947年（昭和22年）
  - 1月：機関庫再建[4]。
  - 5月1日：浜松鉄道が遠州鉄道と合併。それに伴い遠州鉄道奥山線の駅となる[1][3]。
- 1957年（昭和32年）：駅舎改築[6][7]。
- 1961年（昭和36年）11月21日：工場の業務を変更し、修理を西ヶ崎工場に移転、検査のみとする[4]。
- 1964年（昭和39年）11月1日：奥山線の廃線に伴い廃止となる[1][2][3]。

### 駅名の由来
当駅の所在する地名より。地名は、明治維新で解体されるまで、当地附近に浜松城があったことに由来する。

## 駅構造
廃止時点で、相対式ホーム2面2線を有する地上駅で、列車交換可能な交換駅であった。互いのホームは千鳥式に配置されており、駅舎側ホーム西側と対向ホーム東側を結んだ構内踏切で連絡した。駅舎側ホーム（南側）が下り線、対向側ホームが上り線となっていた。
職員配置駅となっていた。駅舎は構内の南側に位置し、ホーム東側に接していた。静岡国体に合わせて改築された駅舎であった。
構内には車輌工場と車庫が併設され、奥山線における運転関係の主要駅となっていた。本線遠鉄浜松方・上り線が下り線と合流する手前から分岐した側線を有し、うち2線が対向側ホームの奥に位置する車庫へ、残り1線は車庫の隣の車輌工場へ延びていた。建屋は車庫、車輌工場のほかに事務所を有した。車輌工場では修理のほか、製造も行っていた。

## 駅周辺
北田町を出た電車は家並裏を通り、国道152号（大手通り）を踏切で渡ると当駅であった。駅横には「遠鉄元城寮」というバスガイドの社員寮があった。

浜松城公園と浜松市体育館が近かった。
- 国道257号[7]（姫街道）
- 国道152号[7]

## 駅跡
1997年（平成9年）時点では、「ホテルコンコルド浜松」という名の大きなホテルになっていた。2007年（平成19年）8月時点、2010年（平成22年）時点でも同様であった。このホテルは車輌工場があった場所に位置していた。
また、北田町駅跡から当駅跡までの線路跡は、1997年（平成9年）時点では細い路地になっていた。2007年（平成19年）8月時点、2010年（平成22年）時点でも同様であった。当駅跡から奥山方の線路跡は、2007年（平成19年）8月時点では南に進む、ホテルと市民体育館の間の道路になっていた。

## 隣の駅
遠州鉄道
奥山線
北田町駅 - 元城駅 - 広沢駅